# Farancia
Farancia är ett släkte av ormar som ingår i familjen snokar.
Dessa snokar lever i sydöstra USA. De kännetecknas av mjuka glänsande fjäll. Arternas ögon ligger på huvudets ovansida. Farancia abacura har dessutom ett spetsigt fjäll vid svansens slut. Släktets medlemmar vistas långa tider i vattnet. De jagar främst ålartade fiskar och ålsalamandrar (Amphiumidae). Arten förökar sig genom äggläggning i ett underjordiskt gömställe och vanligen läggs många ägg samtidig.
Arter enligt Catalogue of Life, IUCN och The Reptile Database:
- Farancia abacura
- Farancia erytrogramma